# Bìm nắp
Bìm nắp, tên khác còn gọi là Chìa vôi, Bình vôi, Bạch phấn đằng, (danh pháp khoa học:Operculina turpethum) là một loài thực vật có hoa trong họ Bìm bìm. Loài này được (L.) Silva Manso miêu tả khoa học đầu tiên năm 1836.

## Hình ảnh

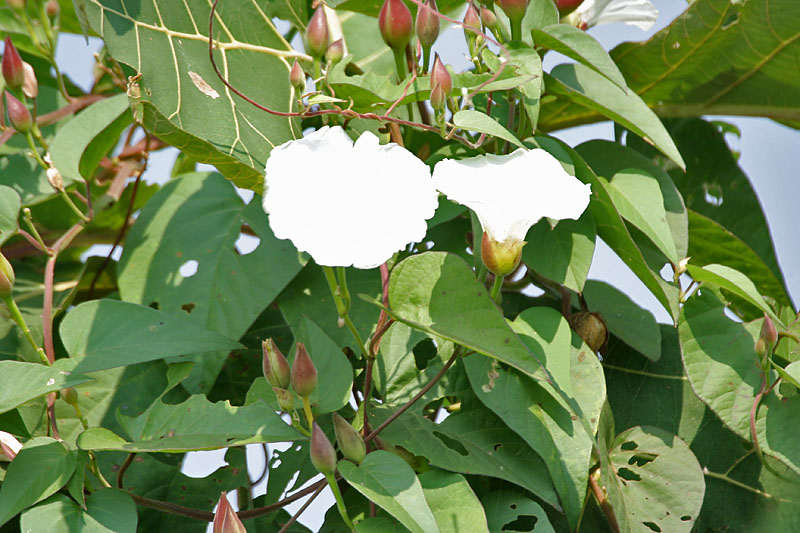
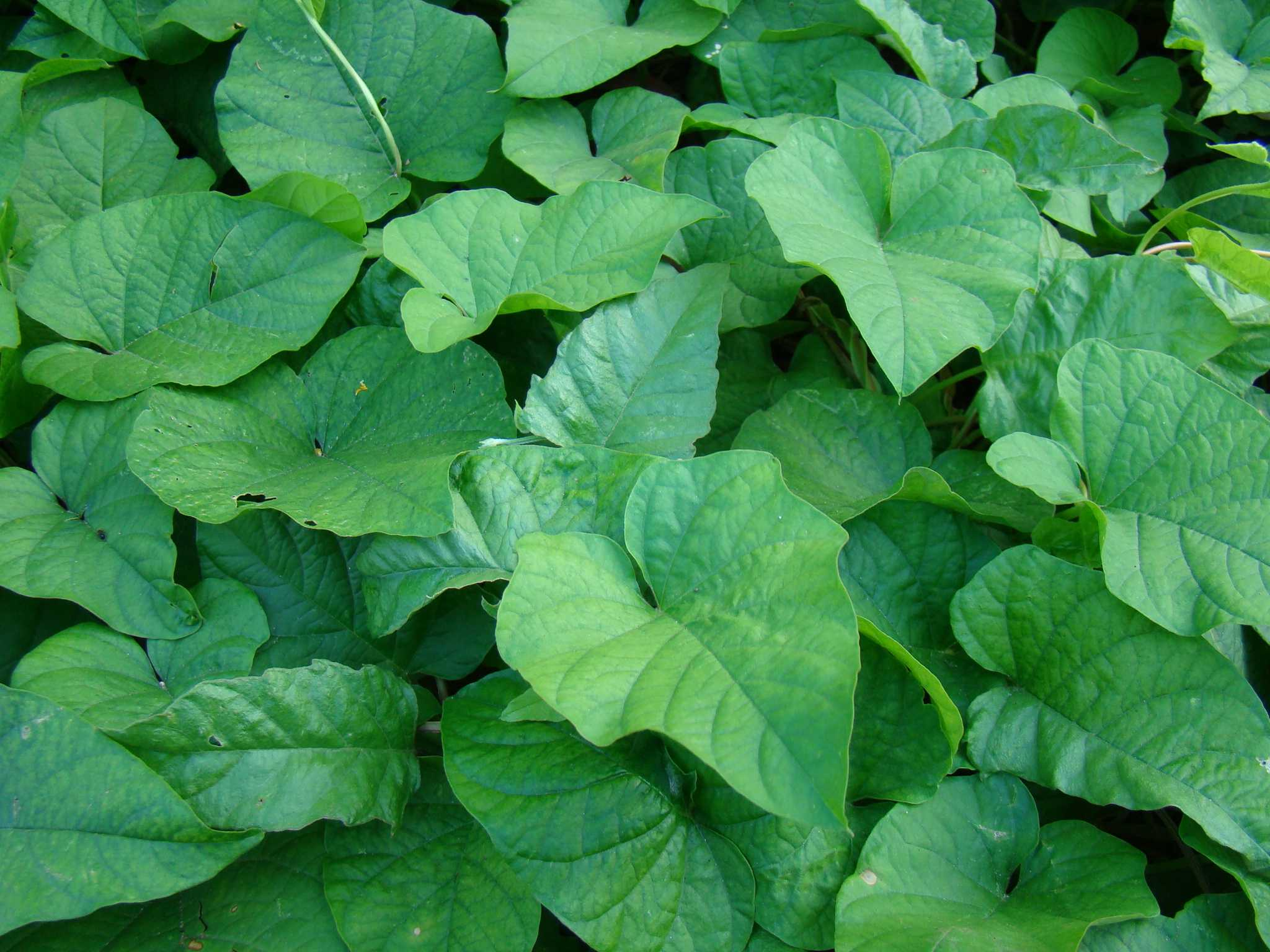